# Caxinauás
Os caxinauás, também chamados de caxinauas e Kaxinawá, são uma etnia indígena sul-americana pertencente à família linguística pano. Habitam as regiões de floresta tropical no leste peruano (do pé dos Andes até a fronteira com o Brasil) e o estado do Acre, abarcando a área do Alto Juruá e Purus e o Vale do Javari, sendo mais numerosos na região brasileira que na peruana.
Autodenominam-se huni kuin (que significa "homens verdadeiros" ou "gente com costumes conhecidos"). A palavra "kaxinawá" é um exônimo pejorativo que significa, literalmente, "povo morcego", "povo canibal" ou "povo que anda à noite" e não é aceita pelo próprio povo.
Os caxinawás constituem a mais numerosa população indígena do Acre, com aproximadamente 7 535 indivíduos (segundo o censo de 2010). Suas aldeias encontram-se Acre, mais precisamente nas áreas indígenas Alto Rio Purus, Igarapé do Caucho, Katukina/Kaxinawá, Kaxinawá da Colônia 27, Kaxinawá do Rio Humaitá, Kaxinawá do Rio Jordão, Kaxinawá Nova Olinda, Kaxinawá/Ashaninka do Rio Breu e Terra Indígena Praia do Carapanã, além do Peru.

## Cultura
Segundo Galvão, esse grupo indígena se inclui na área cultural Juruá – Purus, zona de floresta com predominância de terras baixas. Caracteriza-se por uma subdivisão em dois núcleos resultantes da existência de dois grupos linguísticos (aruaque e pano) com a característica em comum de sobrevivência à frente pioneira nacional de atividades extrativistas de borracha e caucho desde 1860. Essa ocupação por nordestinos (cearenses e maranhenses) e, em menor escala, bolivianos e peruanos, levou à liquidação da maioria dos grupos indígenas ou a seu engajamento compulsório nos trabalhos de coleta.
Melatti subdivide essa região em Juruá-Purus, onde predominam os grupos linguísticos aruaque, aruá, catuquina e Juruá-Ucayali, sendo essa segunda área traçada de modo a abranger a maior parte dos índios da família linguística pano.
Suas atividades produtivas se organizam a partir da divisão sexual do trabalho, cabendo, ao homem, a guerra, a caça e a pesca. O domínio da maior parte das técnicas de pesca pertence ao homem. Utilizam anzóis (mesmo antes do contato com a civilização europeia) feitos com ossos de animais. Pescam com vários tipos de timbó, sendo que as mulheres participam da colheita de algumas espécies (o puikama). Também praticam essa atividade em pequenos igarapés, reservando-se, ao homem, a pesca nos lagos, com espécies mais venenosas (Lagrou).
Ainda segundo Lagrou, cabem, às mulheres, as atividades da coleta, colheita, preparação de alimentos e plantio. Plantam banana, mandioca, feijão, amendoim e algodão em roçados. Os homens participam da preparação do terreno, derrubada da floresta e da coleta caso seja preciso subir numa árvore, como nos casos do açaí (pana), patoá (isa), sapota (itxibin), jaci (kuti), aricuri (xebum), bacaba (pedi isan) e palmito. Os homens também trazem frutas quando não têm sorte na caça. As mulheres também são responsáveis pela tecelagem (algodão), fabricação de cestos e cerâmica.

### Mito fundador

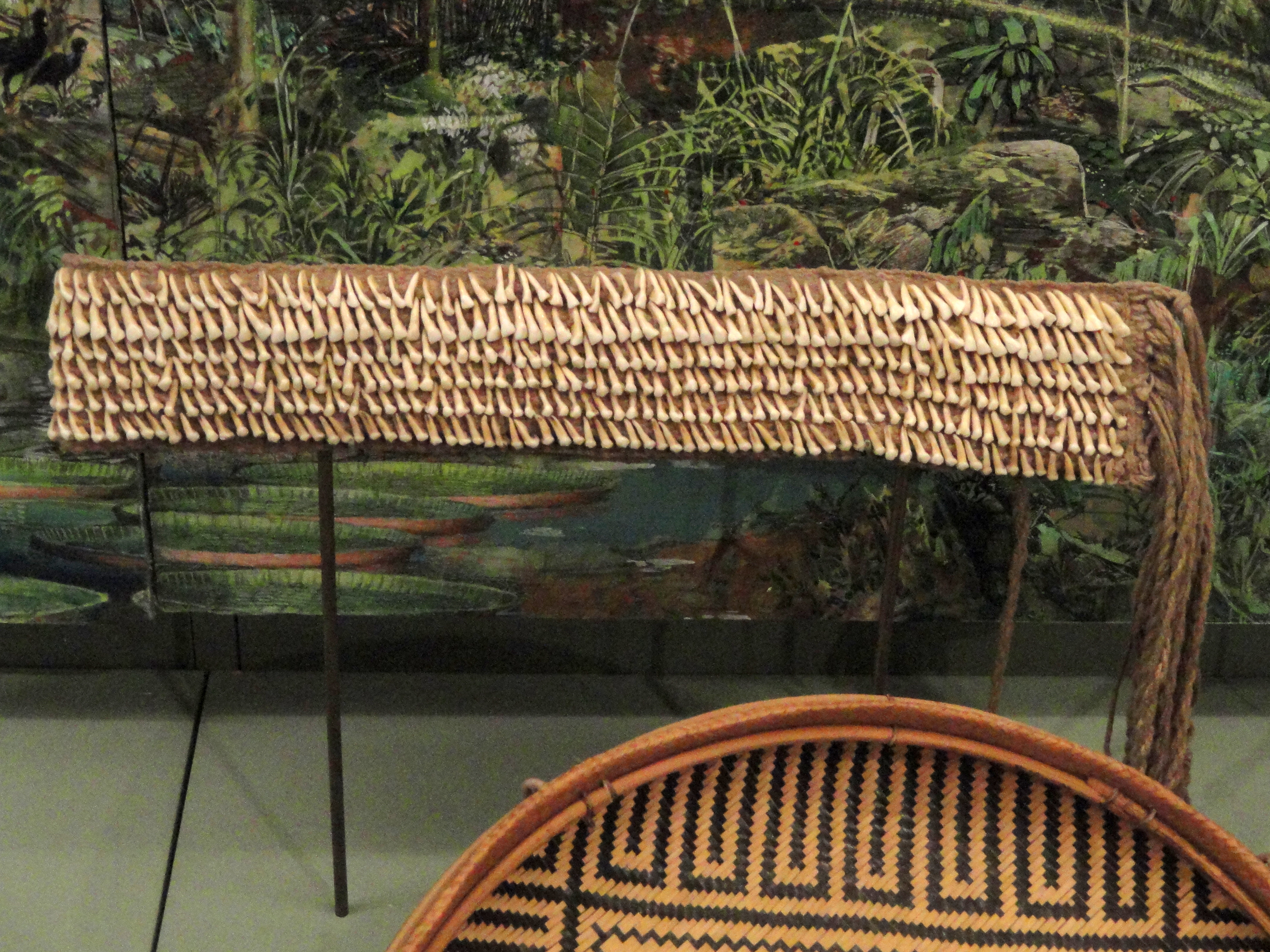
Cinta caxinauá com 840 dentes de macaco em exibição no Museu Estadunidense de História Natural, em Nova Iorque, nos Estados Unidos

O mito fundador caxinauá explica também a origem do uso de uni ou cipó de ayahuasca - com que se produz uma bebida enteógena utilizada ritualisticamente. Segundo o mito, um homem chamado Yube ficou fascinado ao ver uma mulher copular com uma anta e depois partir para o fundo do rio como sucuri, após a anta tê-la atraído jogando um jenipapo. Ele joga um jenipapo à margem do rio com o mesmo propósito, e agarra-se à cabeça da mulher que emerge das águas. Eles copulam, e ela concorda em casar-se com ele: o homem mentiu que não tinha esposa. Ambos foram para o fundo do mar: ela voltou a ser uma sucuri, e ele também se transformou em uma sucuri. Ele é alertado pela esposa-sucuri a não tomar o cipó, como tomavam ela e as outras sucuris, pois, enquanto estivesse no seu efeito, veria que todos eram na verdade sucuris, não teria mais a ilusão de que todos eram humanos, e ficaria com medo; ele só desobedeceu uma vez, mas foi tranquilizado por sua esposa-sucuri através de uma canção.
Um tempo após desobedecer, depois de ter tido filhos com esta mulher, um peixe que estava sendo caçado por sua esposa-sucuri o convida a pular para fora do rio, tornando-se um homem novamente. Ele aceita o convite. Entretanto, fora do rio, a mulher-sucuri vem buscá-lo com seus filhos para vir de volta ao rio. Ele se recusa a voltar. Então seu sogro tenta engoli-lo, para trazê-lo de volta a força; ele consegue, entretanto, se agarrar nos galhos de uma árvore e gritar por socorro para a sua família humana, que escuta seu chamado, chega ao local e abre seu sogro-sucuri com uma faca. Estando a salvo, está muito debilitado e amassado por ter sido parcialmente engolido: pede então que seus parentes lhe preparem a ayahuasca do cipó e da folha, para que ele possa se curar. Após um tempo, Yube morreu, e, desde então, os caxinauás continuaram a beber a ayahuasca que ele ensinou a preparar. De sua sepultura, nasceram pássaros, como também um pé de cipó.

### Xamanismo e etnomedicina
O xamanismo entre os caxinauás é uma atividade predominantemente masculina e de mulheres mais velhas. O poder xamânico (muka) vem do contato com o mundo sobrenatural que acontece nos rituais coletivos, através dos sonhos, do uso do rapé e da bebida nixi pae - ayahuasca, Lagrou (1996). Segundo essa autora, o xamã (mukaia) cura seu muka e obtém suas visões (yuxin) cheirando rapé (dume) ou através do nixi pae. Para Keifenheim, os xamãs, em sua prática etnomédica, utilizam, preferencialmente, a fumaça do tabaco (dume), capaz de embriagar os espíritos e, assim, liberar o espírito humano preso por aqueles para o nixi pae. Recorrem a essa bebida para dialogar com os espíritos somente quando seus métodos não alcançam a cura almejada.
O poder espiritual (muka) do xamã  pode matar e curar sem usar força física ou veneno. Os caxinauás distinguem dois tipos de remédio (dau): os remédios doces (dau bata) são folhas da mata, certas secreções e animais e os adornos corporais; os remédios amargos (dau muka) são os poderes invisíveis dos espíritos e do mukaya. A atividade de identificar, coletar remédios (huni dauya - homem com remédio doce, ervatário) nem sempre é realizada pelo huni mukaya (xamã), requerendo um processo de aprendizagem com outro especialista nesse saber..

## Ver também

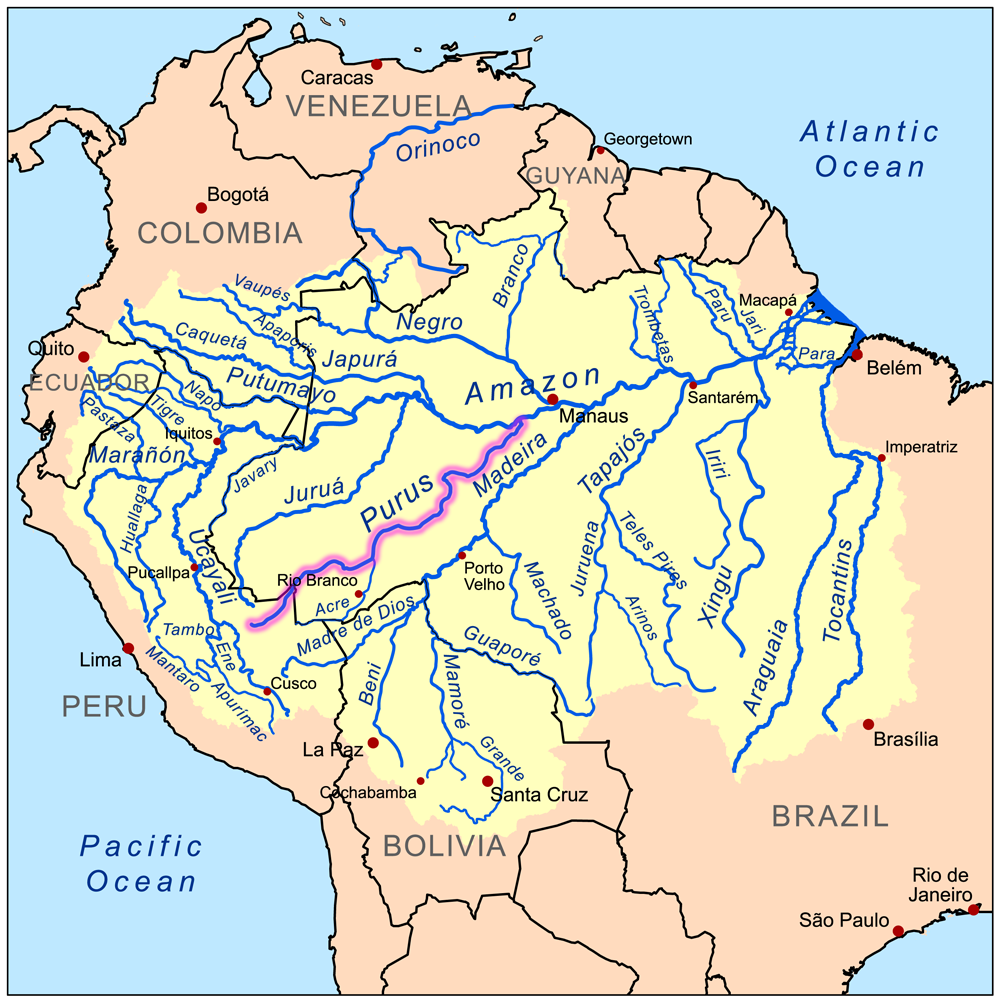
Bacia amazônica destacando o Rio Purus